# Ertlita
L'ertlita és un mineral de la classe dels silicats que pertany al grup de la turmalina. Rep el nom del Dr. Andreas Ertl-Winand, especialista en turmalina.

## Característiques
L'ertlita és un ciclosilicat de fórmula química NaAl₃Al₆(Si₄B₂O₁₈)(BO₃)₃(OH)₃O. Va ser aprovada com a espècie vàlida per l'Associació Mineralògica Internacional en el mes de maig de l'any 2024. Va ser publicada a la revista internacional American Mineralogist per Jan Cempírek et al. en el mes de maig de 2025 amb el títol «Ertlite, NaAl₃Al₆(Si₄B₂O₁₈)(BO₃)₃(OH)₃O, a new mineral species of the tourmaline supergroup». Cristal·litza en el sistema trigonal.
Les mostres que van servir per a determinar l'espècie, el que es coneix com a material tipus, es troben conservades a les col·leccions mineralògiques del Museu Suec d'Història Natural, situat a Estocolm (Suècia), amb el número de col·lecció: GEO-NRM 20180012, al Museu d'Història Natural del Comtat de Los Angeles, a Los Angeles (Califòrnia) amb el número de catàleg: 76302, i a les col·leccions mineralògiques del Museu de Moràvia, a Brno (República Txeca), amb els números de catàleg: B12566 i B12567.
Segons la classificació de Nickel-Strunz pertany a «09.CK - Ciclosilicats, amb enllaços senzills de 6 [Si₆O₁₈]₁₂, amb anions complexos aïllats».

## Formació i jaciments
Va ser descoberta en una pegmatita granítica a la vall de Sahatany, al districte d'Antsirabe II (Vakinankaratra, Madagascar). Aquest indret és l'únic de tot el planeta on ha estat descrita aquesta espècie mineral.